# لوكاس ليما (لاعب كرة قدم مواليد 1991)
لوكاس بيدرو ألفيس دي ليما (بالبرتغالية: Lucas Pedro de Lima‏) (10 أكتوبر 1991 في البرازيل - ) هو لاعب كرة قدم برازيلي في مركز الظهير. لعب مع بوتافوغو ريغاتاس ونادي إنترناسيونال والأهلي السعودي.

## وصلات خارجية
- لوكاس بيدرو ألفيس دي ليما على موقع اتحاد تركيا (لاعب) (الإنجليزية)
- لوكاس بيدرو ألفيس دي ليما على موقع قاعدة بيانات كرة القدم.إي يو (الإنجليزية)
- لوكاس بيدرو ألفيس دي ليما على موقع Soccerway.com (الإنجليزية)
- لوكاس بيدرو ألفيس دي ليما على موقع عالم كرة القدم.نت (الإنجليزية)
- لوكاس بيدرو ألفيس دي ليما على موقع AS.com (الإسبانية)